# Eurocopter Tiger

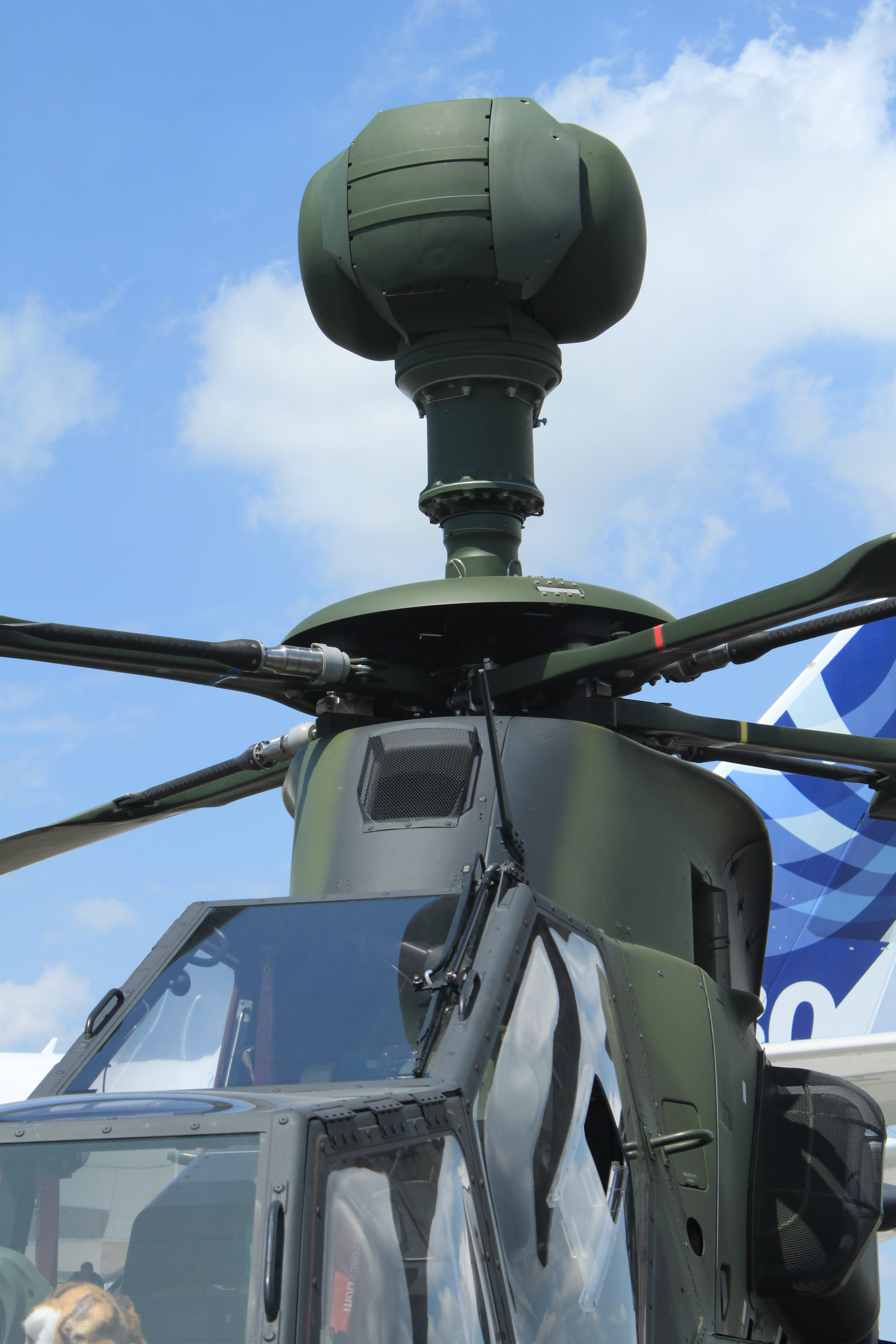
Оптико-електронний прицільний комплекс над втулкою несного гвинта протитанкової модифікації вертольота Tiger HAP (Франція).

Єврокоптер Тайгер/Тигр (англ. Eurocopter Tiger) — сучасний ударний вертоліт, розроблений франко-німецьким консорціумом Eurocopter.

## Історія створення
На основі результатів комп'ютерного моделювання бойової експлуатації вертольотів і аналізу їх застосування в локальних військових конфліктах, до середини 1980-х років серед авіаційних фахівців США та НАТО поширилося уявлення, згідно з яким виживаність вертольота в перспективі буде в більшій мірі визначатися не живучістю конструкції, а рівнем помітності вертольота в основних фізичних полях, комплексом засобів які використовує РЕБ, і досконалістю застосовуваних тактичних прийомів. Тут під виживанням машини розуміється рівень втрат — відношення числа збитих вертольотів до загальної кількості вироблених вильотів. Разом з тим розгляд використаних принципів проектування, конструктивно-компонувальних рішень і особливостей вертольотів RAH-66, Eurocopter Tiger тощо. не дає підстави говорити про скасування вимог забезпечення бойової живучості, скоріше мова йде про зміну ранжирування пріоритетів і вимог.

### Принципи проектування
Проектування вертольота Tiger здійснювалося на основі наступних основних принципів.
- Зниження помітності (англ. «Do not be seen by the enemy»). Вузький фюзеляж (ширина кабіни 1 м) виконаний з полімерних композиційних матеріалів (ПКМ), прозорих для високочастотного випромінювання РЛС.
- Можливість використання тактичних прийомів ухилення при виявленні радіолокаційними, ІЧ— і акустичними засобами противника (англ. «If seen, do not be hit»). З цією метою вертоліт оснащується різними датчиками і пристроями виявлення випромінювань засобів ППО супротивника. Повинні бути реалізовані високі характеристики маневреності, необхідні для забезпечення енергійного маневру ухилення, здатність конструкції витримувати перевантаження від +3,5 до -0,5.
- Здатність продовжувати політ при вогневій протидії супротивника (англ. «If hit, survive and stay in the air»). Продовження польоту при одиночному ураженні конструкції 23-мм ОФЗ снарядом. Комплекс заходів забезпечення бойової живучості, що включає наявність бронеперегородки між двигунами, трубчастий приводний вал кермового гвинта діаметром 130 мм з ПКМ. Бічні зсувні бронещитки оператора і пілота, протекторовані вибухобезпечні і пожежонебезпечні паливні баки.

## Конструкція

### Фюзеляж

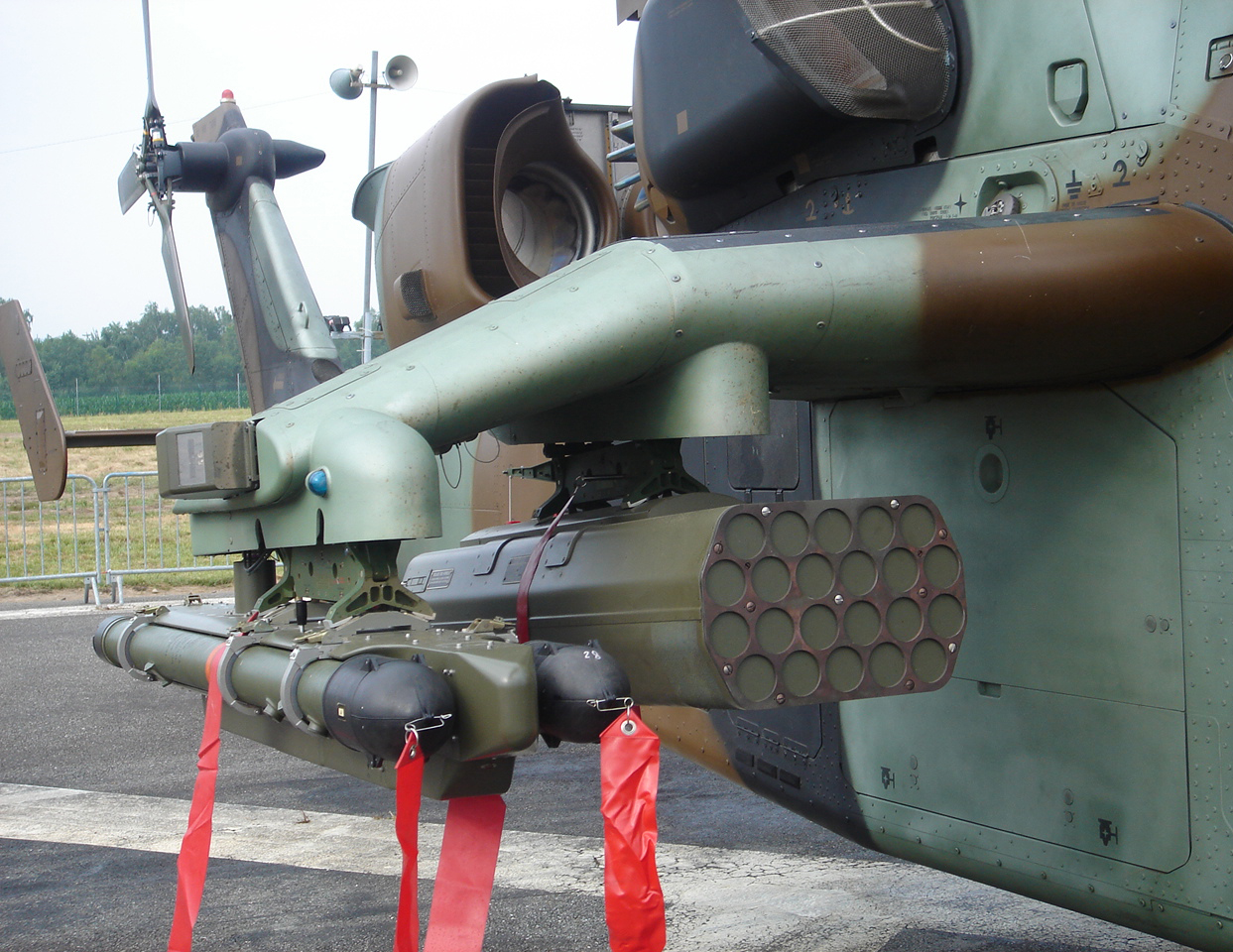
У верхній частині знімку — пристрій зменшення теплового контрасту вихлопних газів двигуна вертольотаEurocopter Tiger HAP Франції. Вихлопні гази змішуються з атмосферним повітрям і відхиляються вгору.

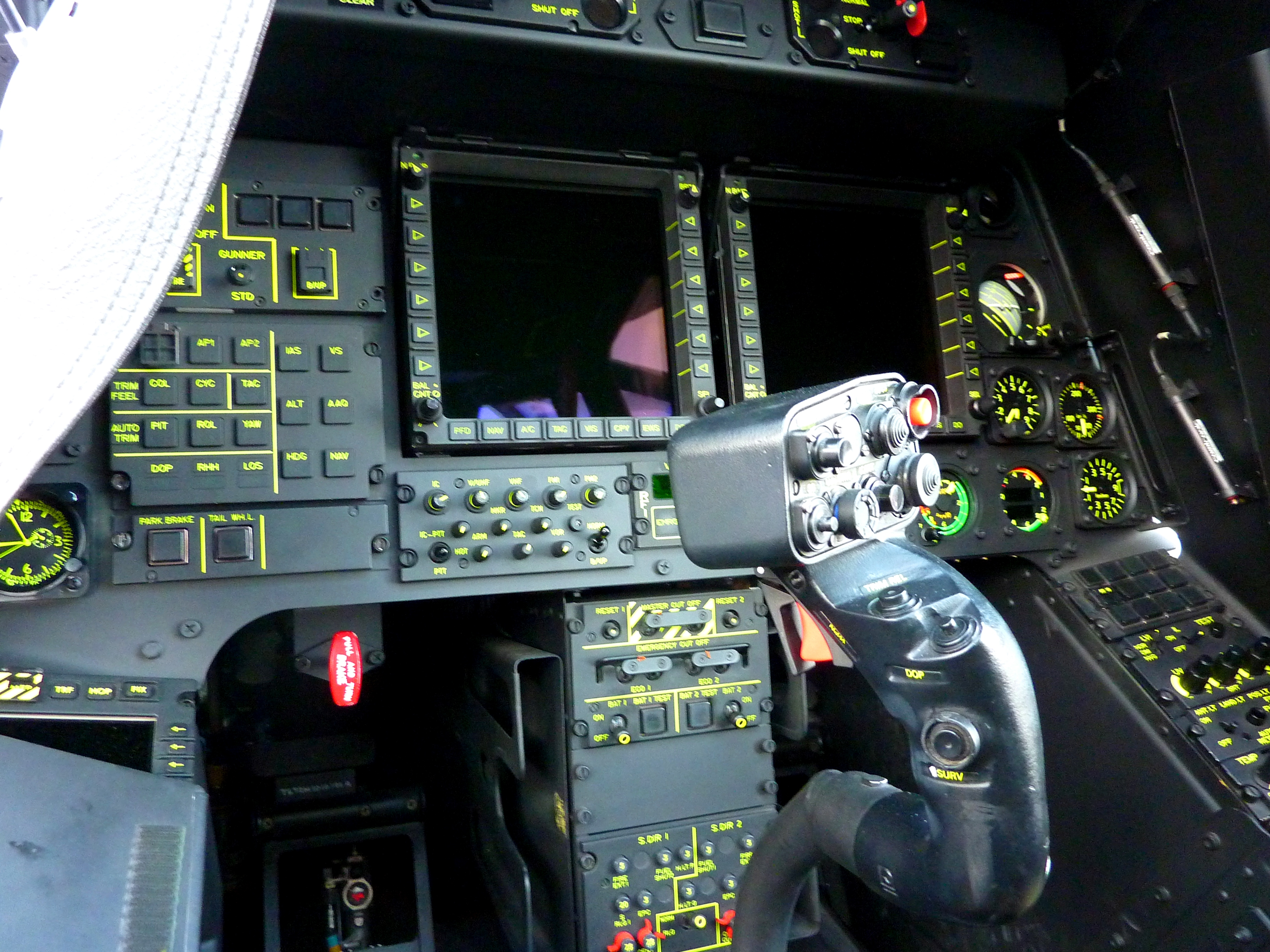
Приладова панель пілота вертольота з двома багатофункціональними дисплеями.

Конструкція фюзеляжу на 80 % складається з полімерних композиційних матеріалів (ПКМ) на основі вуглецевого волокна і кевлара, 11 % припадає на алюмінієві і 6 % на титанові сплави. Лопаті несного і кермового гвинтів виконані з ПКМ і зберігають працездатність при бойових пошкодженнях і зіткненнях з птахами. Блискавкозахист і стійкість до дії електромагнітного імпульсу (ЕМІ) забезпечуються тонкою бронзовою сіткою і мідною сполучною фольгою, нанесеними на поверхні фюзеляжу.
Розташування членів екіпажу — стандартне для ударних вертольотів — тандемом, особливістю вертольота «Тигр» є переднє розташування місця пілота, робоче місце оператора — позаду. При цьому крісла пілота і оператора зміщені в протилежні сторони щодо поздовжньої осі машини для забезпечення кращого переднього огляду оператора з заднього крісла.

## Живучість і захищеність
До складу устаткування входить бортовий комплекс виявлення AN/AAR-60 MILDS, що попереджає екіпаж про опромінення вертольота РЛС супротивника, лазерними системами наведення і прицілювання, і про пуск/атаку ракет. Комплекс розроблений німецьким відділенням консорціуму EADS. Всі системи замикаються на бортову ЕОМ, команди якої подаються на автомат скидання протирадіолокаційних відбивачів і ІЧ-помехових пристроїв фірми MBDA. На вертольоті встановлені засоби РЕБ EloKa. Мінімізовані характеристики помітності вертольота в оптичному, радіолокаційному, ІЧ і акустичному діапазонах.
Живучість конструкції і бортових систем вертольота забезпечує можливість продовження польоту при ураженні одиночним 23-мм ОФЗ снарядом. Захист кабіни екіпажу забезпечується за допомогою комбінованої броні AMAP-AIR.

## Модифікації

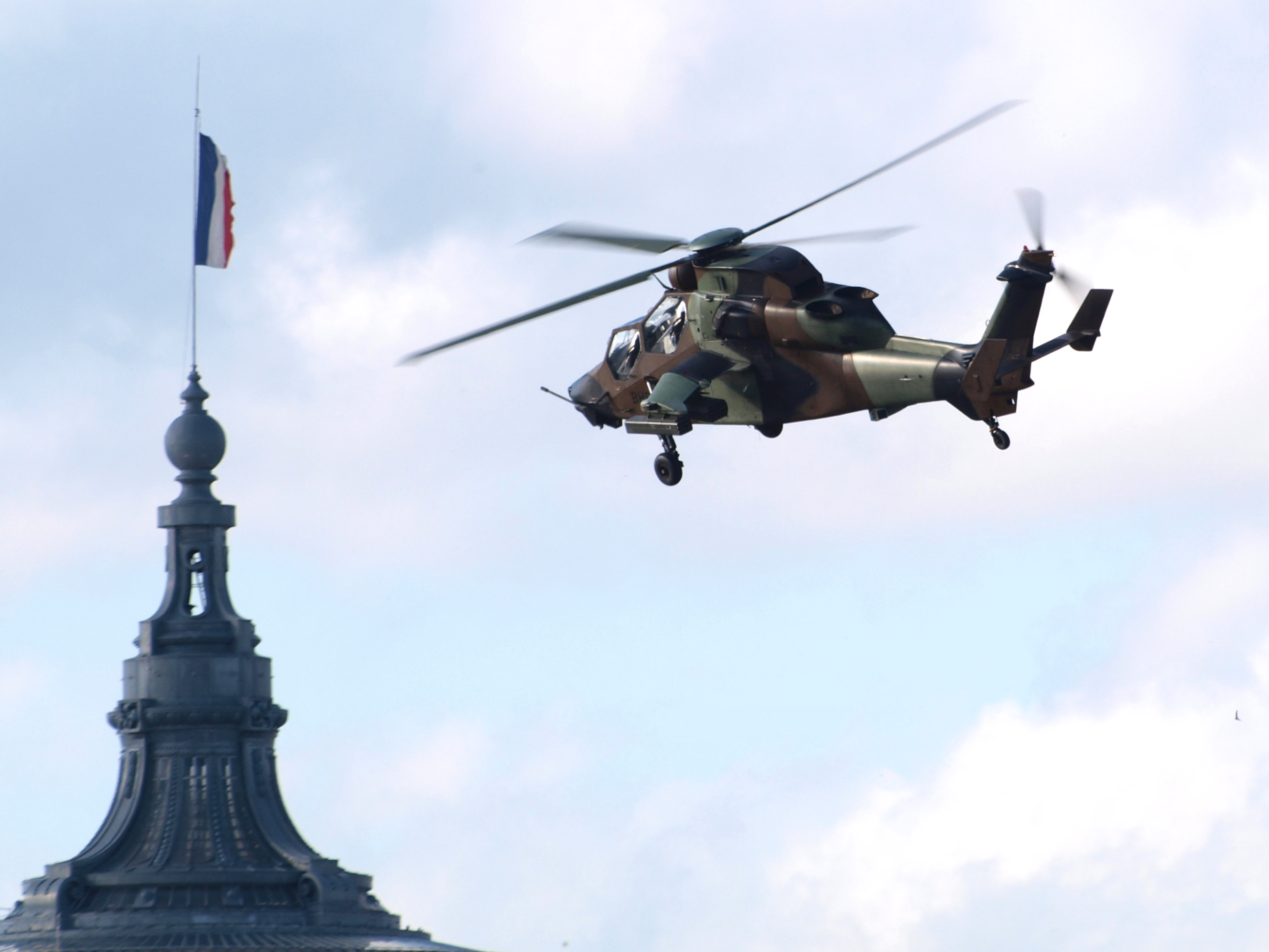
Французький Tigre HAP

- Tiger UHT (Unterstutzungshubschrauber Tiger) — вертоліт вогневої підтримки для Бундесвера.
- Tiger HAP (Helicoptere d'Appuit et de Protection) — ударний вертоліт вогневої підтримки для армії Франції.
- Tiger HAC (Helicoptere Anti-Char) — багатоцільовий ударний вертоліт з основною протитанковою задачею для армії Франції.
- Tiger HAD (Helicoptere d'Appui Destruction) — багатоцільовий вертоліт вогневої підтримки, замовлений Іспанією. Ідентичний Tiger HAP, але з кращими двигунами і кращим балістичним захистом. Іспанський варіант озброєний замість ПТКР Hellfire 2 ракетами Spike-ER.
- Tiger ARH (Armed Reconnaissance Helicopter) — багатоцільовий розвідувально-ударний вертоліт для армії Австралії. У австралійських військах замінили застарілі розвідувальні вертольоти OH-58A Kiowa і транспортно-ударні UH-1H Iroquois. 4 машини були зібрані Eurocopter, а інші 18 — австралійським підприємством у Брисбені. Перші два вертольота були поставлені 15 грудня 2004 року. Поставки завершилися у грудні 2011 року.

## Експлуатація
Виробництво й остаточне складання вертольота здійснюється на заводах Eurocopter у Донаувюрте (Німеччина) й Міріньяне (Франція). Завод у Міріньяні пізніше був перепрофільований на випуск вертольота вогневої підтримки HAP (Helicoptere d'Appuit et de Protection), більшість з них доопрацьовано в варіант HAD для армії Франції. Німецьке підприємство спочатку призначалося для випуску протитанкових варіантів HAC (Helicopter Anti-Char) і UHT (Unterstützunghubschrauber Tiger). HAC призначений для Франції, UHT — для Німеччини. Перший вертоліт Tiger замовник отримав у 2002 році. Австралія вибрала Tigre HAP за основу для свого Tiger ARH (Armed Reconnaissance Helicopter), який став першою європейською платформою, яка була озброєна КР AGM-114 Hellfire. Перший з 22 замовлених ARH переданий Австралії 15 грудня 2004 року. В Армії країни вони повинні були замінити застарілі розвідувальні вертольоти Bell OH-58A Kiowa і списані в 2007 році Bell UH-1H Iroquois.

## Тактико-технічні характеристики

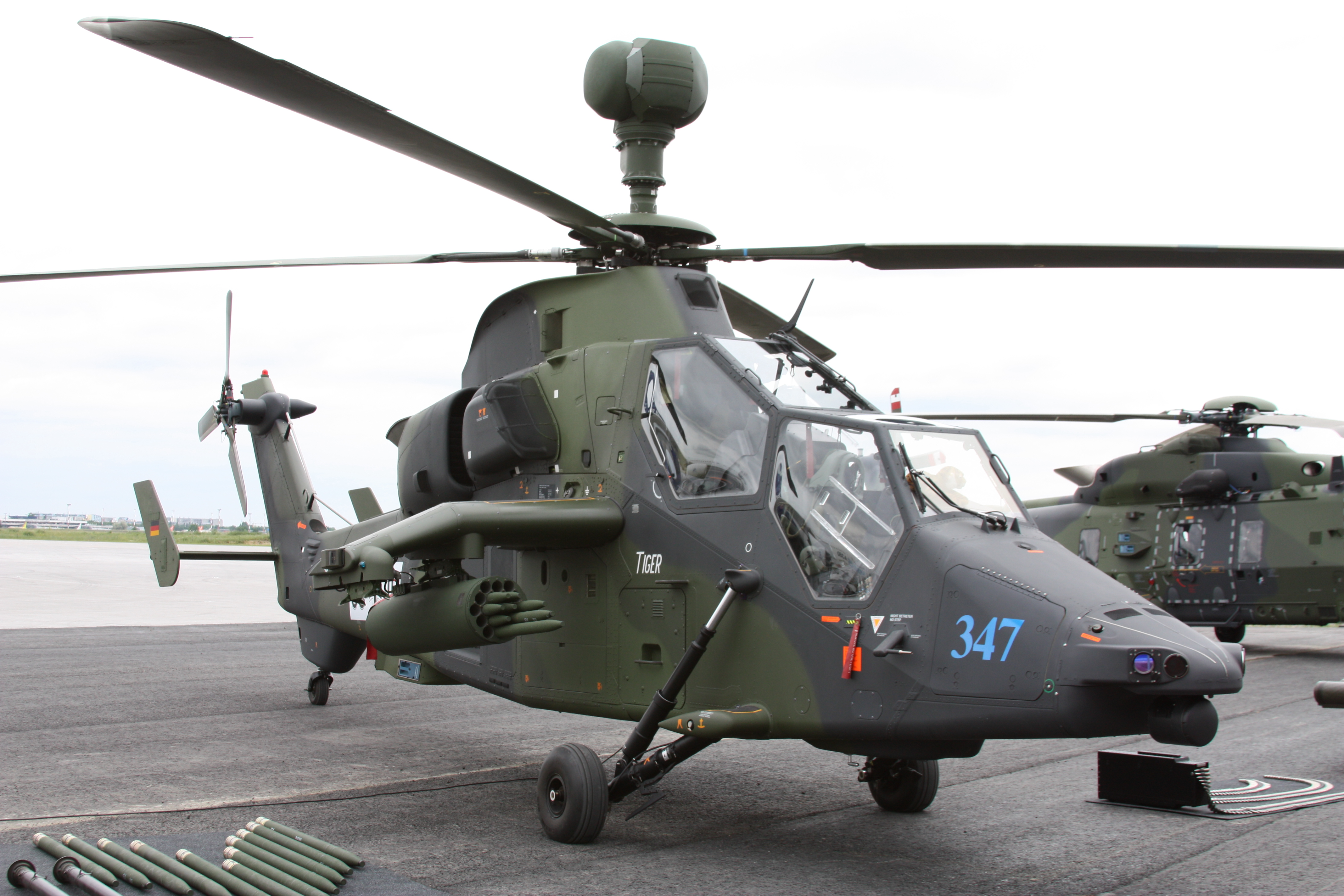
UHT (UH Tiger) німецької армії. 2010 рік

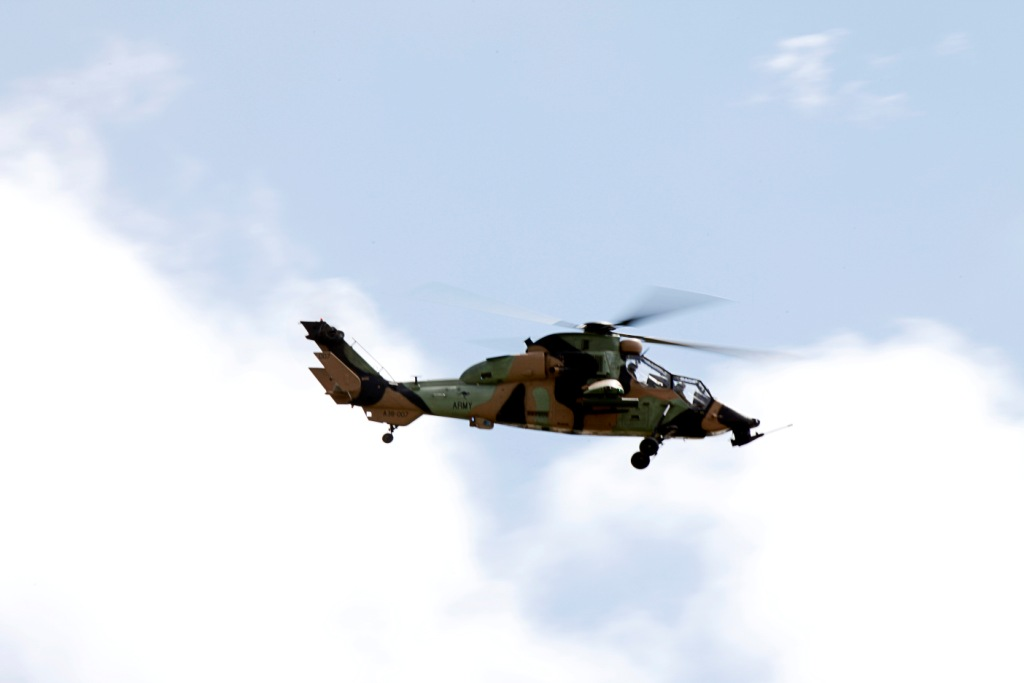
Eurocopter Tiger ARH

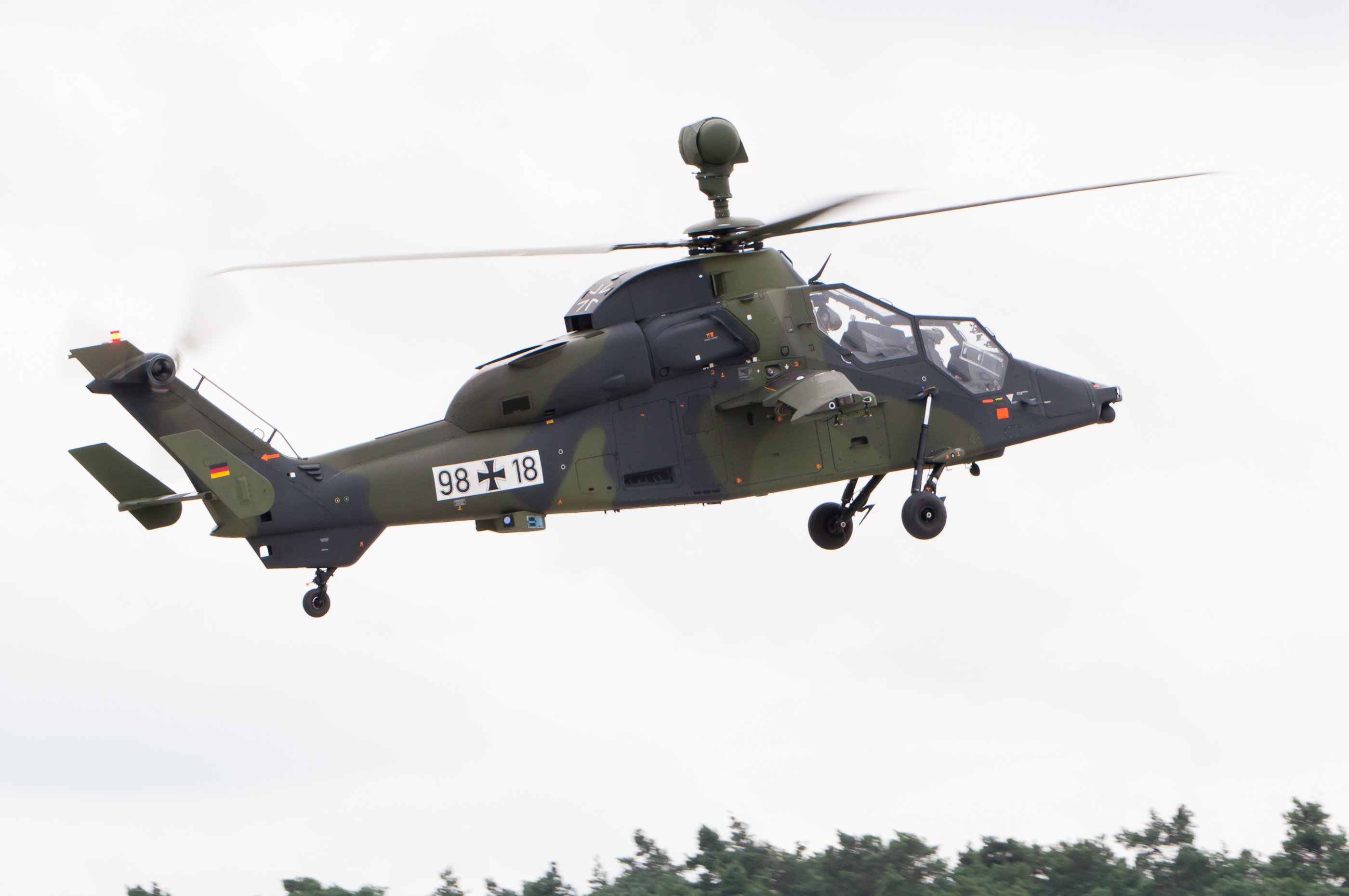
Tiger UHT німецької армії

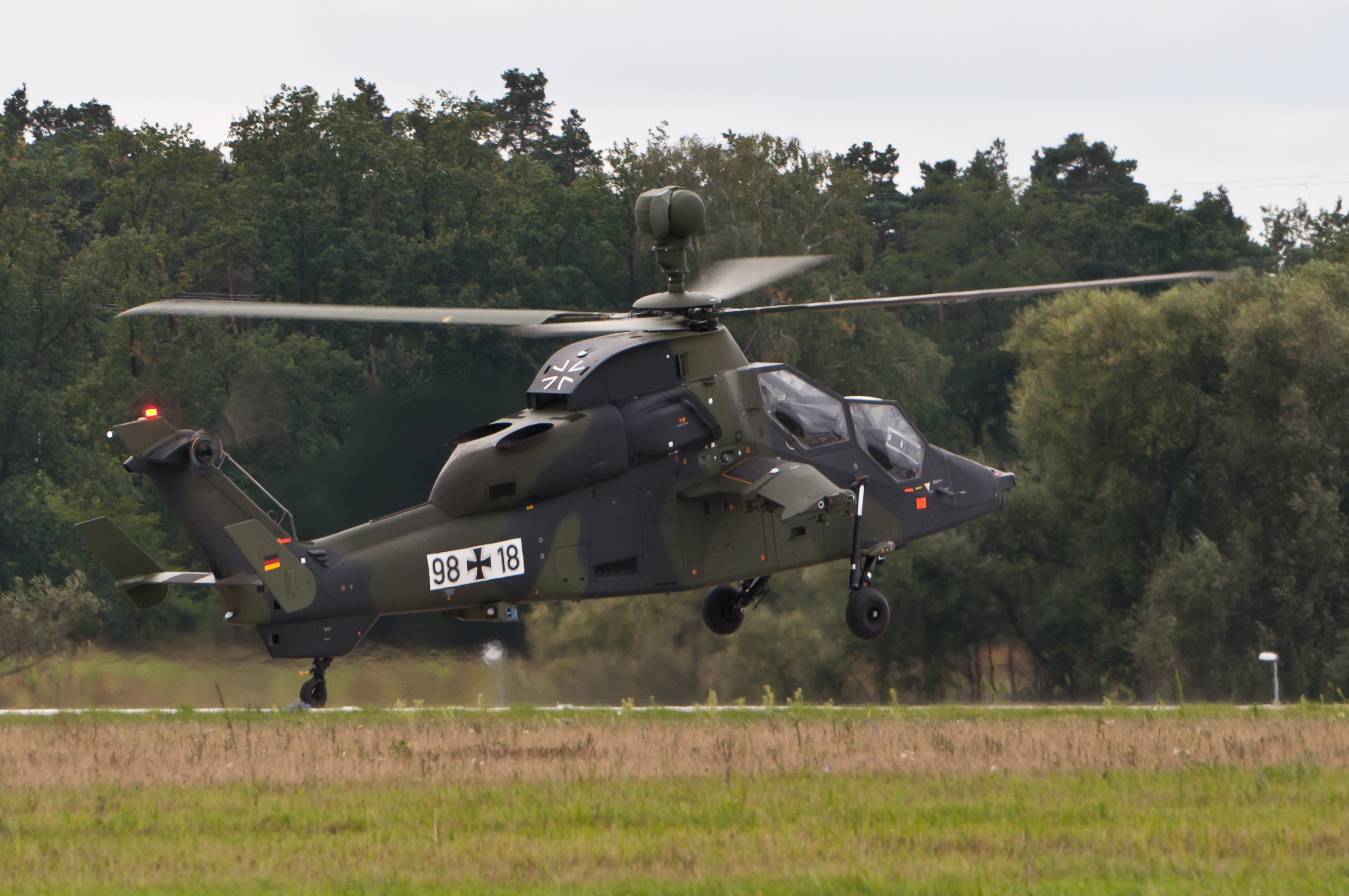
Tiger UHT німецької армії

Наведені характеристики відповідають модифікації HAP.
Джерело: Jane's, 2004.
Основні характеристики
- Екіпаж: 2 (пілот та оператор озброєння)
- Довжина: 15,8 м
- Довжина фюзеляжу: 15,0 м (з гарматою)
- Висота: 4,32 м (з хвостовим гвинтом)
- Діаметр несучого гвинта: 13,0 м
- Діаметр кермового гвинта: 2,7 м
- Максимальна ширина фюзеляжу: 4,53 м (з пілонами)

- Площа обертання несучого гвинта: 132,7 м²
- База шасі: 7,65 м
- Колія шасі: 2,38 м
- Маса порожнього: 3060 кг
- Нормальна злітна маса: 5100—6000 кг (в залежності від завдання)
- Максимальна злітна маса: 6000 кг
- Маса палива у внутрішніх баках: 1080 кг (+ 555 кг у ППБ)
- Об'єм паливних баків: 1360 л (+ 2 × 350 л ППБ)
- Силова установка: 2 × турбовальних MTU/Turbomeca/Rolls-Royce MTR390  1303 кс ( 958 кВт (злітна))

Льотні характеристики
- Максимально допустима швидкість: 322 км/год
- Крейсерська швидкість: 230 км/год
- Практична дальність: 800 км
- Перегінна дальність: 1280 км (з ППБ)
- Тривалість польоту: 2 г 50 мін
  - з максимальним запасом палива: 3 г 25 мін

Озброєння
- Стрілецько-гарматне: 1 × 30 мм гармата Giat AM-30781 з боєзапасом у 450 пострілів 30×113 мм
- Точки підвіски: 4
- Керовані ракети: 

  - ракети «повітря-поверхня»:  4 × HOT або 4 x PARS 3 LR або 4 × AGM-114 Hellfire або 4 × Spike-ER  на зовнішніх вузлах
  - ракети «повітря-повітря»: по 2 × Mistral або Stinger на зовнішніх вузлах
- Некеровані ракети: блоки по 22 ракети на внутрішніх та по 12 ракет на зовнішніх вузлах

12,7 мм кулемети з 250 набоями або ППБ на зовнішніх вузлах 

## На озброєнні
- Австралія — 22 Tiger ARH, станом на 2013[6]
- Іспанія — 8 Tiger HAD, станом на 2016 рік[7]
- Німеччина — 16 UHT (UH Tiger), станом на 2011 рік[7]
- Франція — 30 Tiger HAP/HAD, станом на 2011 рік[7]

## В масовій культурі
Присутній у фільмі «Золоте око» і в авіасимулятор 1999 року «Gunship!». У грі ArmA 2 існують неофіційні доповнення, що додають в редактор гри австралійський, іспанський, французький та німецький Tiger.